# Landkreis Kulmbach
Landkreis Kulmbach ligger midt i Regierungsbezirk Oberfranken i den tyske delstat Bayern. Nabokreise er mod nord Landkreis Kronach og Landkreis Hof, mod øst og syd Landkreis Bayreuth og mod vest Landkreis Lichtenfels.

## Geografi
Området som udgør Landkreis Kulmbach er mod nordøst en del af Frankenwald, mod øst af  Fichtelgebirge, i sydvest og vest af Fränkische Schweiz og det Obermainischen Hügelland. De største floder i landkreisen er begge kildefloder til Main: Weißer Main (midt i kreisen) og Roter Main (i syd), der i den vestlige ende af byen Kulmbach forener sig til Main.

## Byer og kommuner
Kreisen havde 71845  indbyggere pr.  2018-12-31

| Byer - Kulmbach, administrationsby (25915) - Kupferberg (1049) - Stadtsteinach (3138) Købsteder (markt) - Grafengehaig (879) - Kasendorf (2417) - Ludwigschorgast (971) - Mainleus (6463) - Marktleugast (3139) - Marktschorgast (1376) - Presseck (1783) - Thurnau (4060) - Wirsberg (1871) - Wonsees (1147) Kommuner * Guttenberg (484) - Harsdorf (983) - Himmelkron (3530) - Ködnitz (1562) - Neudrossenfeld (3753) - Neuenmarkt (2946) - Rugendorf (973) - Trebgast (1595) - Untersteinach (1811) Verwaltungsgemeinschafte 1. Kasendorf (Märkte Kasendorf und Wonsees) 2. Marktleugast (Märkte Grafengehaig und Marktleugast) 3. Stadtsteinach (Stadt Stadtsteinach und Gemeinde Rugendorf) 4. Trebgast (Gemeinden Harsdorf, Ködnitz und Trebgast) 5. Untersteinach (Stadt Kupferberg, Markt Ludwigschorgast, Gemeinden Guttenberg und Untersteinach) |